# Kalmia
Genre
Kalmia est un genre de plantes à fleurs de la famille des Ericaceae.

## Liste des espèces
Selon la World Checklist of Vascular Plants :
- Kalmia aggregata (Small) H.F.Copel., synonyme de Kalmia ericoides Griseb.
- Kalmia angustifolia L., nom correct
- Kalmia buxifolia (P.J.Bergius) Gift & Kron, nom correct
- Kalmia carolina Small, synonyme de Kalmia angustifolia subsp. carolina (Small) A.Haines
- Kalmia ciliata W.Bartram, synonyme de Kalmia hirsuta Walter
- Kalmia cuneata Michx., nom correct
- Kalmia ericoides Griseb., nom correct
- Kalmia ferruginea Raf., nom au statut irrésolu
- Kalmia glauca Aiton, synonyme de Kalmia polifolia Wangenh.
- Kalmia hirsuta Walter, nom correct
- Kalmia intermedia Lange, nom au statut irrésolu
- Kalmia lanceolata Raf., nom au statut irrésolu
- Kalmia latifolia L., nom correct
- Kalmia microphylla (Hook.) A.Heller, nom correct
- Kalmia myrtifolia André, synonyme de Kalmia latifolia L.
- Kalmia nitida J.Forbes, synonyme de Kalmia latifolia L.
- Kalmia occidentalis Small, synonyme de Kalmia microphylla var. occidentalis (Small) Ebinger
- Kalmia oleifolia Dum.Cours., synonyme de Kalmia polifolia Wangenh.
- Kalmia polifolia Wangenh., nom correct
- Kalmia procumbens (L.) Gift, Kron & P.F.Stevens ex Galasso, Banfi & F.Conti, nom correct
- Kalmia rosmarinifolia Dum.Cours., synonyme de Kalmia polifolia Wangenh.
- Kalmia serotina Hoffmanns., synonyme de Kalmia latifolia L.
- Kalmia simulata (Britton & P.Wilson) Southall, synonyme de Kalmia ericoides Griseb.

## Synonymes
Les genres suivants sont inclus dans le genre Kalmia et sont donc synonymes :
- Ammyrsine Pursh[3]
- Azalea L, 1753 nom. rej.[1],[3]
- Chamaecistus Gray, 1821[1]
- Chamaecistus Oeder[3]
- Chamaedaphne Catesby ex Kuntze[3]
- Chamaeledon Link, 1821[1],[3]
- Dendrium Desv.[3]
- Fischera Sw.[3]
- Kalmiella Small, 1903[1],[3]
- Ledum subg. Leiophyllum Pers., 1805[1]
- Leiophyllum (Pers.) R.Hedw., 1806[1],[3]
- Loiseleuria Desv., 1813[1],[3]
- Tsutsusi Adans.[3]